# El bonaerense
El bonaerense és una pel·lícula argentina dirigida i escrita pel director Pablo Trapero amb la col·laboració de Nicolás Gueillburt. El film va ser estrenat el 19 de setembre de 2002. Protagonitzada per Jorge Román, Mimí Ardu, Darío Levy o Víctor Hugo Carrizo entre d'altres.
Mesos abans de la seva estrena, Pablo Trapero va realitzar una presentació de la pel·lícula en la secció Un Certain Regard del Festival de Cannes, amb una rebuda positiva per part del públic habitual i la crítica present. Després de la seva estrena a Argentina, el film va rebre deu nominacions als premis Còndor de Plata (lliurat per Associació de Crítics Cinematogràfics de l'Argentina) incloent: millor pel·lícula, millor director, millor guió original, fotografia i revelació masculina entre d'altres. Així mateix va rebre nominacions internacionals com a millor pel·lícula/director en el Festival de Chicago, Festival de Cinema Iberoamericà de Huelva i Els Premis Mayahuel de la Mostra de cinema a la ciutat de Guadalajara, Mèxic.

## Argument
El bonaerense narra la història d'Enrique Orlando Mendoza, el Zapa per als amics, un humil manyà d'un petit poble de la província de Buenos Aires. Es tracta d'un poble tranquil on el treball escasseja i les hores passen lentament. En una oportunitat l'amo del local (anomenat El Polaco) l'envia a obrir una caixa forta en una oficina, una tasca regular per al protagonista que desconeix les intencions ocultes del seu ocupador: robar-ne el seu contingut. L'endemà el Zapa és detingut i acusat injustament com a responsable del robatori.
El seu oncle Ismael, policia bonaerense retirat, a través dels seus vells contactes el treu de la comissaria i ho envia al Gran Bs. As. amb una carta de recomanació. És així com el Zapa es converteix en un jove aspirant a agent de la Policia Bonaerense. Zapa arriba a la seva nova ciutat. Fa el curs de preparació, treballa en la comissaria, etc. La seva vida es converteix en una estranya ficció amb la qual haurà de conviure en el futur.

## Intèrprets
- Jorge Román - El Zapa
- Mimi Ardu - Mabel
- Darío Levy - El Gallo
- Víctor Hugo Canyís - Molinari
- Hugo Anganuzzi - Polaco
- Graciana Chironi - Mare de Zapa
- Luis Vicat - Pellegrino
- Roberto Posse - Ismael
- Aníbal Barengo - Caneva
- Lucas Olivera - Abdala
- Gastón Polo - Lanza
- Jorge Luis Giménez - Berti

## Premis obtinguts
- Festival Internacional de Cinema de Chicago, Premi de la Crítica Internacional FIPRESCI
- Festival de Cinema Iberoamericà de Huelva, Secció Paral·lela: Premi ASECAN Premi Radio Exterior d'Espanya
- Mostra de Cinema de Guadalajara, Premis Mayahuel, millor cinta iberoamericana i millor director
- Premis Cóndor de Plata, millor revelació femenina i millor muntatge.
- Festival Iberoamericà de Lleida, millor pel·lícula